# Torre del Palomar (Culla)
La torre del Palomar en Culla, en la comarca del Alto Maestrazgo, provincia de Castellón, es una torre de defensa y vigilancia del interior, que está catalogada como Bien de Interés Cultural, no presentando anotación ministerial, pero sí tiene un código identificativo, el 12.02.051-003.
Culla es un municipio que se localiza sobre la muela del mismo nombre y es en la parte más alta de la localidad donde se encuentra el castillo y alrededor de la misma el recinto amurallado.
La Torre del Palomar se encuentra en las proximidades de la fortaleza de Culla, a la entrada de la localidad.

## Historia
Culla es una población de remotos orígenes que llegan a épocas prehistóricas, lo cual queda patente en los restos arqueológicos y en las pinturas rupestres que se localizan en su demarcación.
Hasta el siglo XIII, con la conquista de los territorios por las tropas del rey Jaime I de Aragón, Culla estuvo bajo el dominio árabe. En 1233 fue reconquistada por Blasco de Alagón, recibiendo la Carta Puebla en 1244.
Es este momento histórico, Culla tenía un importante castillo, el conocido como Castillo de Culla, debido a su estratégica situación geográfica y al amplio territorio que dominaba. Por ello se puede considerar que este castillo montano es de época de la dominación árabe, y por lo tanto muy posiblemente del siglo XII.
Como ocurriera con territorios y edificios de otras localidades cercanas, con el tiempo Culla acabó perteneciendo a la Orden del Temple, alrededor de 1303, pasando más tarde, al entrar en crisis la mencionada orden militar a la Orden de Montesa
En 1345 se produce el nacimiento de lo que se llamó La Setena de Culla o “Comunitat d’Herbatge” constituida por: Culla, Atzeneta, Vistabella, Benassal, Torre de Embesora, Benafigos y Vilar de Canes. Se trataba de una agrupación de municipios que llevó a cabo la compra de los derechos de explotación de los recursos pecuarios y forestales a la Orden de Montesa, que se estaba quedando con todas las posesiones de la Orden del temple, las cuales afectaban a todos los municipios de la Comunidad; con ello pretendían defender con más fuerza sus intereses ganaderos comunes, frente a los de la Orden de Montesa. Esta agrupación siguió en funcionamiento hasta mediados del siglo XIX. No puede perderse de vista que la principal actividad económica de la zona en esta época era la agricultura de secano (almendro, olivo, avellano, vid y cereales), y la ganadería, especialmente la extensiva (ovino, caprino, bovino) y, en mucha menor importancia, la ganadería intensiva sobre todo de porcino, avícola y apícola.
Durante el siglo XVIII, el castillo de Culla perdió poder político y asdministrativo.
Este fenómeno coincidió con las remodelaciones urbanísticas que se llevaron a cabo durante este siglo en Culla, como fueron la construcción de la iglesia, conocida como Iglesia parroquial del Salvador; la Ermita de San Cristóbal; así como obras de mejora y ampliación del núcleo urbano en general. Además, estas remodelaciones y el constante crecimiento de la población dieron lugar al derribo de las murallas o a su utilización como muros de nuevas viviendas a ellas adosadas.
Durante las Guerras Carlistas, Culla fue un lugar constante enfrentamiento lo que produjo deterioro en parte de su casco antiguo, destacando entre las pérdidas el castillo, el cual quedó totalmente destrozado, quedando tal y como se contempla en la actualidad.

## Descripción
Las torres de vigilancia y defensa del interior, se engloban generalmente en lo que se considera obra castrense, aunque se suelen encontrar diseminadas por el campo abierto, no siendo castillo y no estando relacionados con ellos en principio.
Se construían para vigilar o defender el territorio, las rutas comerciales, los campos y pastos cercanos, las poblaciones y masías de los alrededores e incluso eran frontera que delimitaba la influencia de los diversos castillos de la zona. Se puede afirmar por ello que su finalidad era conseguir una cierta seguridad en la zona que estaba bajo la influencia de un castillo, al que, por otra parte, pertenecían.
En el caso concreto de la Torre del Palomar, no se dispone de documentos que puedan acreditar nada seguro sobre su origen o su finalidad. Por ello hay autores que consideran que más que una torre de vigilancia y defensa del interior, posiblemente se trate de una torre de carácter civil, que formaría parte de una masía fortificada, edificios comunes y abundantes en la zona. Pero tampoco hay restos arqueológico que puedan justificar esta opinión.
Se trata de una torre de planta cuadrada y fábrica de mampostería con una altura equivalente a planta baja y dos pisos. En sus fachadas se observan ventanas, alguna de ellas con dintel de sillar. El techo es plano aunque inclinado y está rematada en las esquinas con almenas de carácter decorativo.
Su estado actual es de semirruina.